# プロピルアミン
プロピルアミンは、アルキルアミンの一種。

## 性質
弱アルカリ性で、塩基解離定数は4.7 × 10−4Kbである。引火点は-30℃で、日本の消防法では危険物第4類第1石油類（水溶性）に該当する。

## 製法
プロピルアミン塩酸塩は、1-プロパノールと塩化アンモニウムを高温高圧の水中で、塩化鉄(III)のようなルイス酸触媒と反応させることにより得られる。